# Brachytarsophrys platyparietus
Brachytarsophrys platyparietus är en groddjursart som beskrevs av Rao och Yang 1997. Brachytarsophrys platyparietus ingår i släktet Brachytarsophrys och familjen Megophryidae. IUCN kategoriserar arten globalt som livskraftig. Inga underarter finns listade.